# Ronnie James Dio

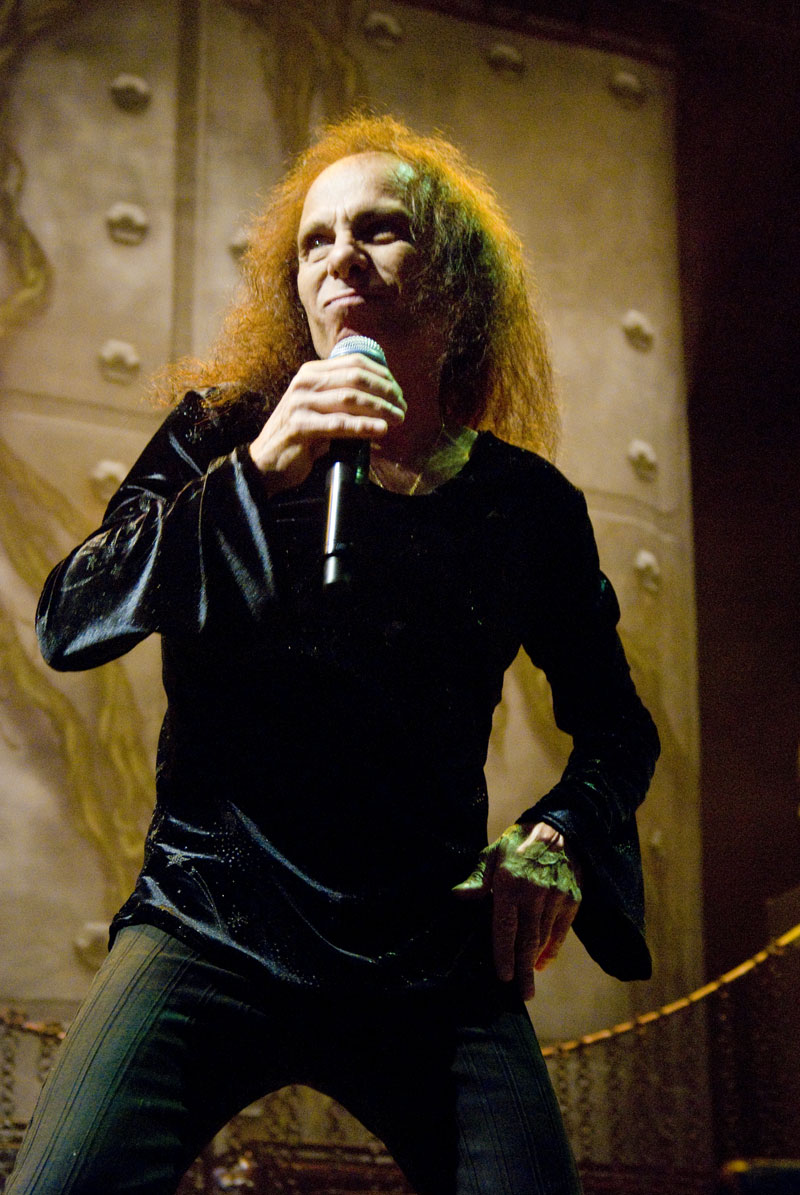
Ronnie James Dio bij een optreden in Chicago in 2008

Ronnie James Dio (pseudoniem van Ronald James Padavona, Portsmouth (New Hampshire), 10 juli 1942 – Houston (Texas), 16 mei 2010) was een Amerikaans metalzanger.

## Biografie
Op jonge leeftijd speelde hij aanvankelijk trompet en hoorn en nam hij met verschillende rockabillybands enkele singles op. In zijn middelbareschooltijd trad hij toe tot de band The Vegas Kings (later Ronnie & The Rumblers en daarna Ronnie & The Red Caps geheten), waarin hij basgitaar speelde en waarvan hij uiteindelijk de zanger werd. Hun eerste 7 inchsingle verscheen in 1958 bij Reb Records onder de titel Ronnie & The Red Caps.
Ronnie James Dio trok de aandacht van Deep Purple-gitarist Ritchie Blackmore toen Dio's band Elf in het voorprogramma stond. Blackmore, niet gelukkig met de koers van Deep Purple, stapte op en vormde met de leden van Elf, de gitarist uitgezonderd, een nieuwe band: Rainbow. Na een aantal succesvolle albums (waaronder Rainbow Rising en Long Live Rock and Roll) vertrok Dio om vervolgens bij Black Sabbath de plaats van Ozzy Osbourne over te nemen. Na een tweetal albums (Heaven and Hell en The Mob Rules) vertrok Dio om zijn eigen band Dio op te richten. Het debuut van Dio Holy Diver wordt als een klassieker gezien in het heavy-metalgenre.
Dio was ook degene die de Roger Glover-hit Love Is All inzong. Naast zijn krachtige performance en stem, staat hij bekend als heruitvinder van het bekende metal-handsymbool – wat hij afkeek van zijn Italiaanse oma – en dat niet meer weg te denken is uit de metalcultuur, maar ook tot ver daarbuiten gekend is.
In 2006 had hij een rolletje als zichzelf in Tenacious D in: The Pick of Destiny.
Op 25 november 2009 maakte zijn echtgenote en manager bekend dat bij Dio de diagnose maagkanker gesteld was. De ziekte zou in een beginstadium verkeren en nog goed te behandelen zijn. Na geruchten dat hij al op 15 mei was overleden, overleed Dio op 16 mei 2010 aan maagkanker.
Op 6 februari 2014 brachten bekende metalartiesten een tribute-album uit voor het Ronnie James Dio Stand Up and Shout Cancer Fund (kankerfonds): Ronnie James Dio This Is Your Life.

## Discografie
Ronnie & The Red Caps
- 1958 · Conquest (single)

Elf
- 1972 · Elf
- 1974 · L.A./'59
- 1974 · Carolina County Ball
- 1975 · Trying to Burn the Sun

Roger Glover
- 1974 · The Butterfly Ball
- 1974 · Love is All (single)

Rainbow
- 1975 · Ritchie Blackmore's Rainbow
- 1976 · Rainbow Rising
- 1977 · Rainbow On Stage
- 1978 · Long Live Rock'n'Roll

Black Sabbath
- 1980 · Heaven and Hell
- 1981 · Mob Rules
- 1983 · Live Evil
- 1992 · Dehumanizer
- 2007 · The Dio Years

Dio
- 1983 · Holy Diver
- 1984 · The Last In Line
- 1985 · Sacred Heart
- 1986 · Intermission (live)
- 1987 · Dream Evil
- 1990 · Lock Up the Wolves
- 1992 · Diamonds - The Best of Dio (verzamelalbum)
- 1993 · Strange Highways
- 1996 · Angry Machines
- 1997 · Anthology (verzamelalbum)
- 1998 · Inferno/Last In Live
- 2000 · Magica
- 2002 · Killing the Dragon
- 2003 · Evil or Divine (live-dvd)
- 2004 · Master of the Moon
- 2006 · Holy Diver Live (cd/dvd)

Heaven & Hell
- 2007 · Heaven & Hell - Live From Radio City Music Hall (cd/dvd)
- 2008 · The Rules of Hell-Boxset
- 2009 · The Devil You Know

Achtergrond- en medezang
- 1978 · David Coverdale - Northwinds (nr. Give me kindness - samen met zijn vrouw, Wendy Dio)
- 1985 · Hear 'n Aid - Stars - Single (ook geproduceerd en georganiseerd door R.J. Dio)

(Hiervan kwam ook een verzamelelpee uit met diverse artiesten voor het goede doel.)
- 1997 · Pat Boone, In A Metal Mood; No More Mr. Nice Guy (vooral Holy Diver)
- 1999 · Humanary Stew - A Tribute To Alice Cooper (nr. Welcome to my Nightmare)
- 2006 · Tenacious D - Kickapoo (uit de film The Pick of Destiny)
- 2006 · Queensrÿche, Operation Mindcrime II
- 2007 · Queensrÿche, Mindcrime at the Moore'

### Dvd's
| Dvd's met hitnoteringen in de Nederlandse Music Top 30 | Datum van verschijnen | Datum van binnenkomst | Hoogste positie | Aantal weken | Opmerkingen |
| ------------------------------------------------------ | --------------------- | --------------------- | --------------- | ------------ | ----------- |
| Holy Diver Live                                        | 2006                  | 03-06-2006            | 27              | 1            |             |
| Live in London - Hammersmith Apollo 1993               | 2014                  | 17-05-2014            | 18              | 3*           | als DIO     |